# حصان الكايور
حصان الكايور أو حصان المبار (بالفرنسية Cheval M'Par أو Cheval de Cayor) هو سلالة من الخيول البربرية الصغيرة نشأت في منطقة كايور التاريخية في السنغال بغرب إفريقيا. يستخدم للجر الزراعي، وهو مهدد بالاختفاء بسبب انصهاره وتهجينه مع حصان المبيار المجاور.

## التاريخ
لم يتم توثيق أصول الحصان، لكن وفقًا لبعض المؤلفين مثل رينيه لارات (1947) فأحصنة الكايور والمبيار هم أحفاد الحصان البربري المنحدر من شمال إفريقيا. لكن هناك مؤلفين اخرين أن الكابور سلالة محلية ذات أصول قديمة في المنطقة. والمتفق عليه أن نشأتها في منطقة كايور في السنغال ومنها جاء اسمه.

## مواصفات
يبلغ متوسط طول هذه الأحصنة ما بين 1.25 و 1.35 متر وهو الأصغر من بين سلالات الخيول السنغالية الأربعة. لذالك فحصان الكايور هو حصان صغير (بوني)، يتصل بالحصان البربري بحيث يصنفه مكتب الكومنولث الزراعي من أحصنة غرب إفريقيا البربرية.
بشكل عام هو ذو شكل غير متناسق، برأس ثقيل، وظهر طويل، وأرجل رفيعة، وصدر مسطح، وغالبًا ما يكون به عيب في تشكيل الساق. من الممكن أن يكون هذا الشكل ناتجًا عن ظروف التربية والتغذية، فالخيول التي تتغذى بشكل أفضل لها شكل أكثر انسجامًا. بكن رغم ذالك فهو يُظهر صفات استثنائية من التحمل والصلابة. عادة ما يحمل اللون التوتي أو الكستنائي، ولكن قد يظهر بألوان أخرى.

## الاستخدام
يستخدم حصان الكايور كحصان جر ولا سيما في المجال الزراعي. ونظرًا لصغر حجمها، يمكنها فقط سحب عربات النقل المجرورة والمقصورات الخفيفة، ويمكن استخدامه كحصان تدريب للفرسان الصغار كذلك.

## وصلات خارجية
- <منظمة الأغذية والزراعة / السنغال: أحصنة: حصان المبار>